# Pödelwitz
Pödelwitz ist ein Ortsteil der sächsischen Stadt Groitzsch im Landkreis Leipzig. Der Ort wurde 1966 nach Großstolpen eingemeindet und kam mit diesem im Jahr 1996 als Ortsteil zur Stadt Groitzsch.

## Geografie
Pödelwitz liegt etwa 22 Kilometer südlich der sächsischen Großstadt Leipzig. Südlich des Ortes verläuft die Bundesstraße 176 Bad Langensalza–Hartha. Der Ort befindet sich im geplanten Abbaugebiet des Tagebaus Vereinigtes Schleenhain. Im Norden befindet sich der gestundete Tagebau Peres, für den der Ortsteil Leipen im Jahr 1966 geräumt worden ist. Im Südosten befindet sich der Tagebau Schleenhain, der seit 1994 als Tagebau Vereinigtes Schleenhain weiter betrieben wird.
Nachbarorte von Pödelwitz sind Lippendorf im Norden, Neukieritzsch im Osten sowie Großstolpen im Westen.

## Geschichte

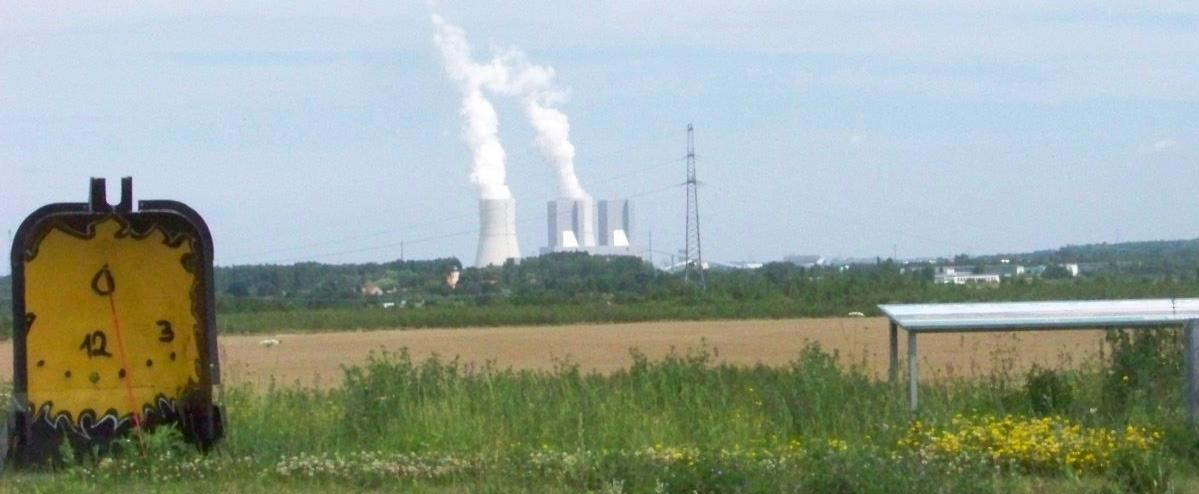
Neuer Geyersberg mit zur Sonnenuhr umgebauter Baggerschaufel, Blick nach Norden (Pödelwitz und Kraftwerk Lippendorf)

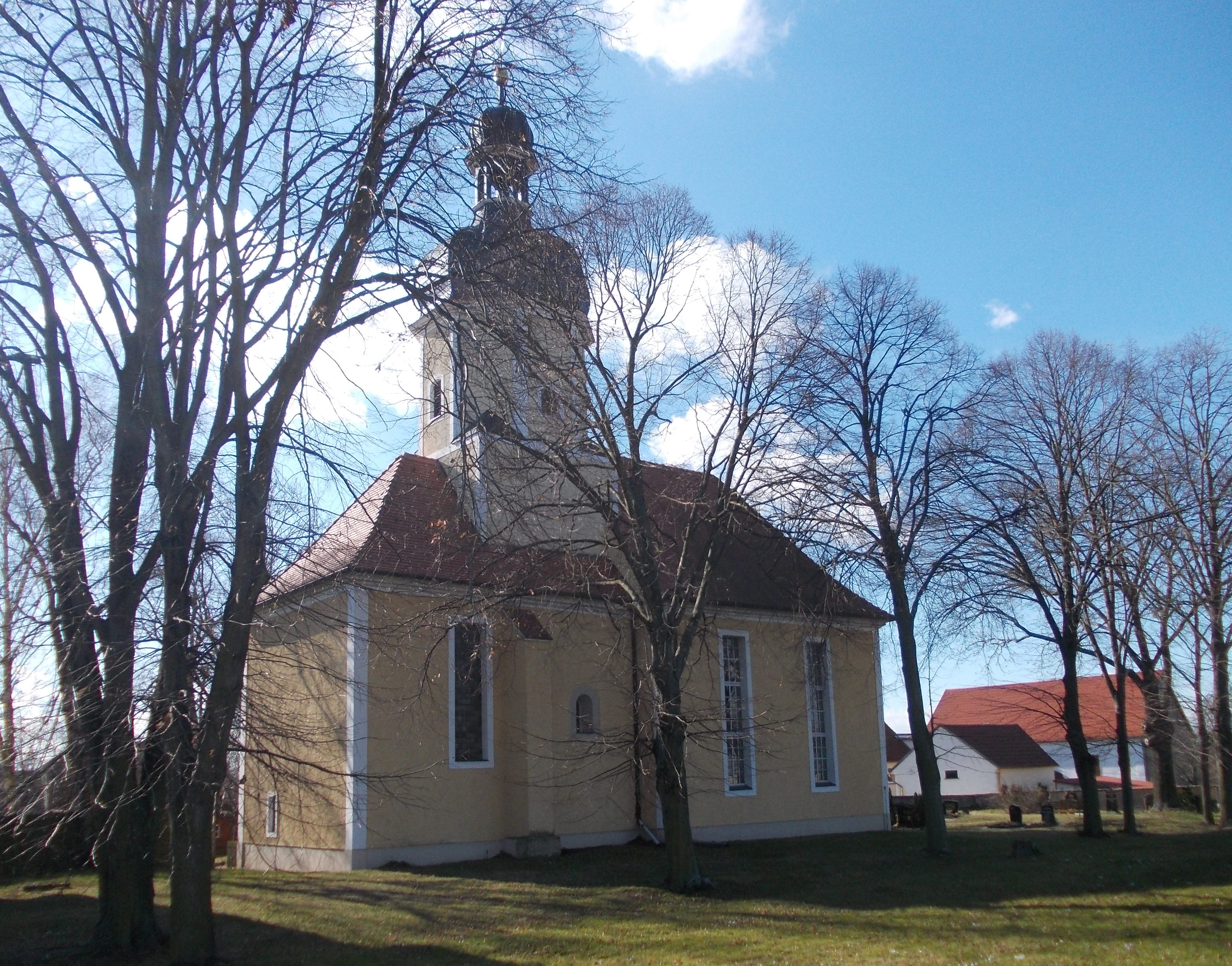
Dorfkirche Pödelwitz

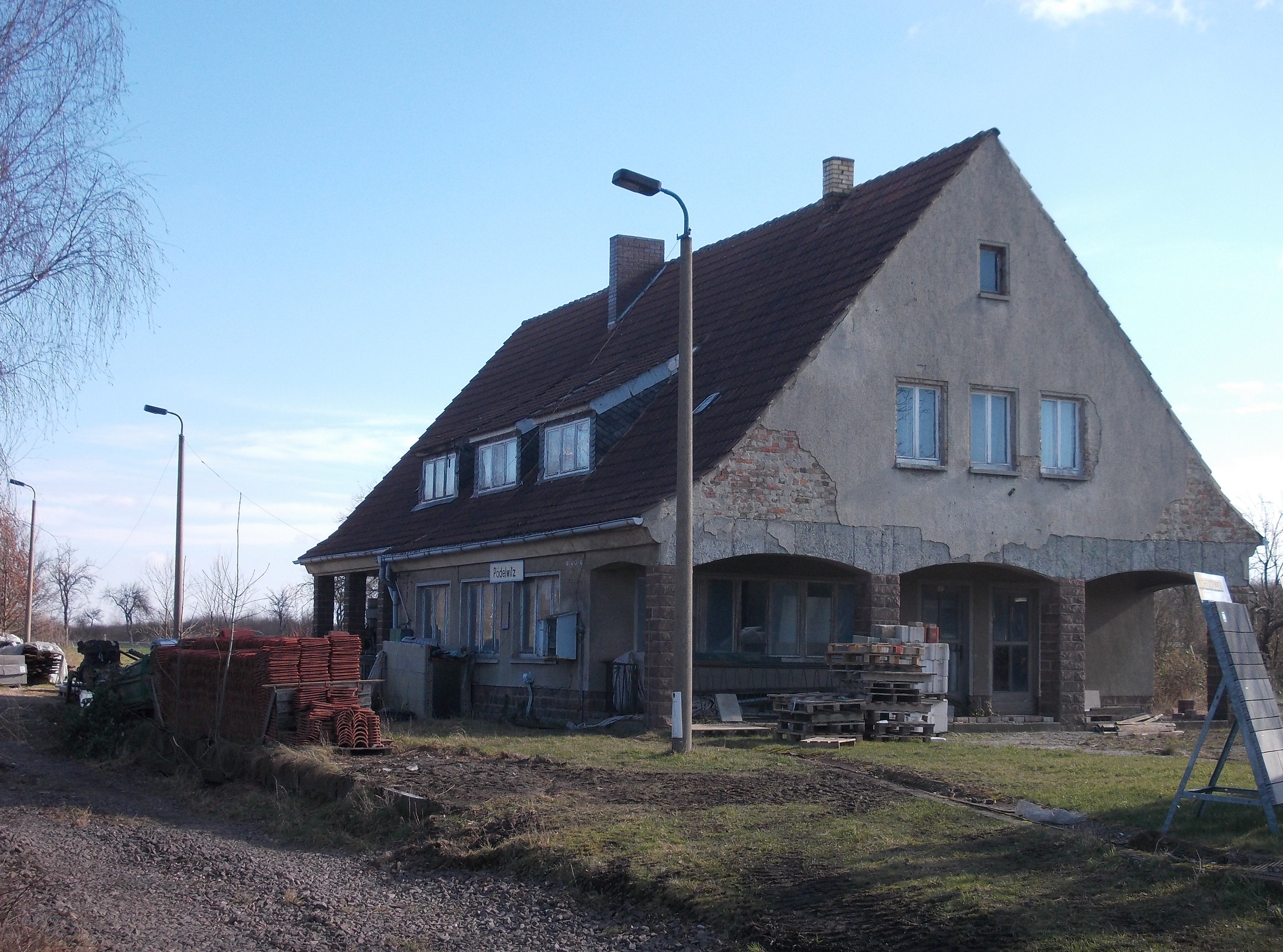
Ehem. Bahnhof Pödelwitz

Die erste belegte Ortsnamenform datiert von 1350 als Pedelwicz. August Schumann nennt 1821 im Staats-, Post- und Zeitungslexikon von Sachsen Pödelwitz betreffend u. a.:

„Es hat 22 Häuser, 130 Einwohner (welche 23 Hufen besitzen) und eine Pfarrkirche nebst Schule, […]. Eingepfarrt in die hiesige Kirche sind die Dörfer Droskau, Großstolpen, Kleinstoplen, Leipen, Oellschütz und Piegel. Der Boden ist hier sehr ergiebig, und der Ackerbau einträglich. Man erbauet auch Rübsen und Hierse; man hält mehrere Schaafe und hat herrlichen Kleebau. […] Das hiesige Kirchspiel gehörte bis zum Jahre 1578 noch zur Parochie Groitzsch, wo es einen eignen Pfarrer erhielt.“

Pödelwitz lag bis 1856 im kursächsischen bzw. königlich-sächsischen Amt Pegau. Ab 1856 gehörte der Ort zum Gerichtsamt Pegau und ab 1875 zur Amtshauptmannschaft Borna. Am 1. Oktober 1909 erhielt Pödelwitz mit der gleichnamigen Station einen Eisenbahnanschluss an der Bahnstrecke Neukieritzsch–Pegau. Am 1. Juni 1997 wurde der Reiseverkehr endgültig eingestellt. Teile der früheren Strecke wurden inzwischen vom Tagebau Vereinigtes Schleenhain überbaggert.
Am 1. Oktober 1948 erfolgte die Eingemeindung des einen Kilometer nordwestlich gelegenen Leipen. Pödelwitz kam 1952 zum Kreis Borna im Bezirk Leipzig. 1964 wurde mit dem Schacht 1 bei Pödelwitz der erste Entwässerungsschacht des künftigen Tagebaus Peres nördlich des Orts abgeteuft. Die Tagesanlagen des Tagebaus Peres wurden östlich von Pödelwitz angelegt. In Vorbereitung der Freiräumung des Aufschlussareals musste der damals 82 Einwohner zählende Ortsteil Leipen dem Tagebau weichen. Da das Dorf in der Nähe der Ausgangsstellung des Tagebaus Peres lag, wurde er 1965/66 komplett abgerissen. Am 1. April 1966 erfolgte die Eingemeindung von Pödelwitz mit der devastierten Flur von Leipen nach Großstolpen. Seit den 1970er Jahren lag Pödelwitz auf einer schmalen Landzunge zwischen den Tagebauen Peres im Norden und Schleenhain im Süden, wobei letzterem der Nachbarort Droßdorf zum Opfer fiel. Am 1. Januar 1996 wurde Großstolpen mit Pödelwitz nach Groitzsch eingemeindet. Die Tagesanlagen des Tagebaus Peres werden seit den 1990er Jahren durch den Tagebau Vereinigtes Schleenhain genutzt.

## Gegenwart
Am 16. November 2012 unterzeichneten die zuständigen Entscheidungsträger der Stadt Groitzsch sowie der Mitteldeutschen Braunkohlengesellschaft (MIBRAG) in Großstolpen den Grundlagenvertrag zur Umsiedlung der Ortslage Pödelwitz (Pödelwitz-Vertrag) und den Nachbarschaftsvertrag mit der Stadt Groitzsch. Im Ergebnis der vorangegangenen Gespräche sprachen sich 90 Prozent der Pödelwitzer für einen Umzug aus. Die Umsiedlung sollte spätestens 2018 abgeschlossen sein. Am 11. Juli 2013 beschloss der Stadtrat die Erschließung zweier neuer Baugebiete, das geplante Wohngebiet „Schiefer Weg“ war ein Umsiedlungsvorhaben der MIBRAG für die Bewohner der Ortslage Pödelwitz. Zu dieser Zeit beabsichtigen ca. 15 Familien am neuen Standort zu bauen. Einige Umsiedlungsgegner gründeten die „Initiative Pro Pödelwitz“, welche juristisch gegen die Pläne vorging. 2018 war ein Vertreter der Bürgerinitiative Pro Pödelwitz als Sachverständiger für das Mitteldeutsche Revier zur Sitzung der Kohlekommission am 24.09. in Halle/Saale geladen. In den Jahren 2018 und 2019 fand in Pödelwitz das Klimacamp Leipziger Land statt. Im Februar 2019 gründete die Bürgerinitiative zusammen mit anderen Initiativen und Tagebaubetroffenen aus der gesamten Bundesrepublik das deutschlandweite Bündnis „Alle Dörfer bleiben“.
Nach der sächsischen Landtagswahl im Jahr 2019 haben sich die Koalitionspartner der neuen sächsischen Landesregierung in ihrem Koalitionsvertrag für den Erhalt von Pödelwitz festgelegt. Am 21. Januar 2021 wurde bekannt gegeben, dass sich die sächsische Regierung mit der MIBRAG auf die Nichtabbaggerung des Orts geeinigt hat.
Die Bürgerinitiative „Pro Pödelwitz“ erarbeitete bereits 2020 mit den verbliebenen Bewohnern und zahlreichen Bündnispartnern ein Maßnahmenpapier zur Zukunft des Ortes als „lebendige Dorfgemeinschaft [...], die mit neuen und alten Konzepten den kommenden Umwelt- und Wirtschaftskrisen trotzen kann“. Das Dorf soll zu einem Modellprojekt für Strukturwandel werden. Im Februar 2021 gründete sich der Verein „Pödelwitz hat Zukunft e. V.“, der die sozial und ökologisch nachhaltige Revitalisierung des zu 80 % leergesiedelten Ortes umsetzen möchte.

## Kirche Pödelwitz
Am nördlichen Rand des Ortes befindet sich, weithin sichtbar, die evangelische Pfarrkirche. Dem heutigen Erscheinungsbild nach Barock und Historismus zuzuschreiben, handelt es sich jedoch um eine romanische Chorturmkirche mit romanischen Bogenfenstern. Als Bauzeit wird die erste Hälfte des 13. Jahrhunderts angenommen. Die Kirche ist saniert und steht auf einem Friedhof.

## Entwicklung der Einwohnerzahl
| Jahr                                                                       | 1548/51 | 1764 | 1834 | 1871 | 1890 | 1910 | 1925 | 1939 | 1946 | 1950 | 1964 | 2020 |
| Einwohner                                                                  | a)      | b)   | 148  | 145  | 166  | 170  | 160  | 169  | 268  | 354  | 337  | 35   |
| a) 17 besessene Mann, 11 Inwohner, 18 Hufen b) 22 besessene Mann, 22 Hufen |         |      |      |      |      |      |      |      |      |      |      |      |

## Persönlichkeiten
Persönlichkeiten, die mit dem Ort in Verbindung stehen
- Christian Victor Kindervater (1758–1806), Theologe, 1790–1804 Pfarrer in Pödelwitz